# Zygmunt Kazanowski (zm. po 1630)
Zygmunt Kazanowski herbu Grzymała, (zm. po 1630) –  dziedzic dóbr Białka (powiat radzyński), łowczy podlaski (1620), dworzanin królewski (1616), marszałek dworu prymasa Polski Henryka Firleja (1626).
Był synem Pawła Kazanowskiego (zm. 1596) – sędziego ziemi łukowskiej (1592) i Barbary Stadnickiej h. Szreniawa.
Jego dziadkiem był Bartłomiej Kazanowski – dworzanin króla Zygmunta I Starego.
Miał braci; Adama Jerzego i Pawła. Ożenił się z Anną Ciecierską, z którą miał córkę Aleksandrę, poślubioną przez Mikołaja Głogowskiego. Jego córką była też prawdopodobnie Zofia Kazanowska – żona pisarza ziemskiego; brzeskiego i litewskiego Piotra Pocieja.
Jego synami byli; Henryk Kazanowski – cześnik latyczowski (1687), Stefan i Władysław.